# Powiat wolsztyński
Powiat wolsztyński – powiat w Polsce (województwo wielkopolskie), utworzony w 1999 roku w ramach reformy administracyjnej. Jego siedzibą jest miasto Wolsztyn.
W skład powiatu wchodzą:
- gminy miejsko-wiejskie: Wolsztyn
- gminy wiejskie: Przemęt, Siedlec
- miasta: Wolsztyn

Według danych z 31 grudnia 2019 roku powiat zamieszkiwało 57 446 osób. Natomiast według danych z 30 czerwca 2020 roku powiat zamieszkiwały 57 534 osoby.

## Demografia
Liczba ludności (dane z 30 czerwca 2005):
|        | Ogółem | Ogółem | Kobiety | Kobiety | Mężczyźni | Mężczyźni |
| osób   | %      | osób   | %       | osób    | %         |           |
| ------ | ------ | ------ | ------- | ------- | --------- | --------- |
| Ogółem | 54 583 | 100    | 27 592  | 50,55   | 26 991    | 49,45     |
| Miasto | 13 580 | 24,88  | 7138    | 13,08   | 6442      | 11,80     |
| Wieś   | 41 003 | 75,12  | 20 454  | 37,47   | 20 549    | 37,65     |

▶Wieś vs ▶miasto
Ogółem (▶k, ▶m)
Miasto (▶k, ▶m)
Wieś (▶k, ▶m)
Statystyka powiatu wolsztyńskiego za rok 2010

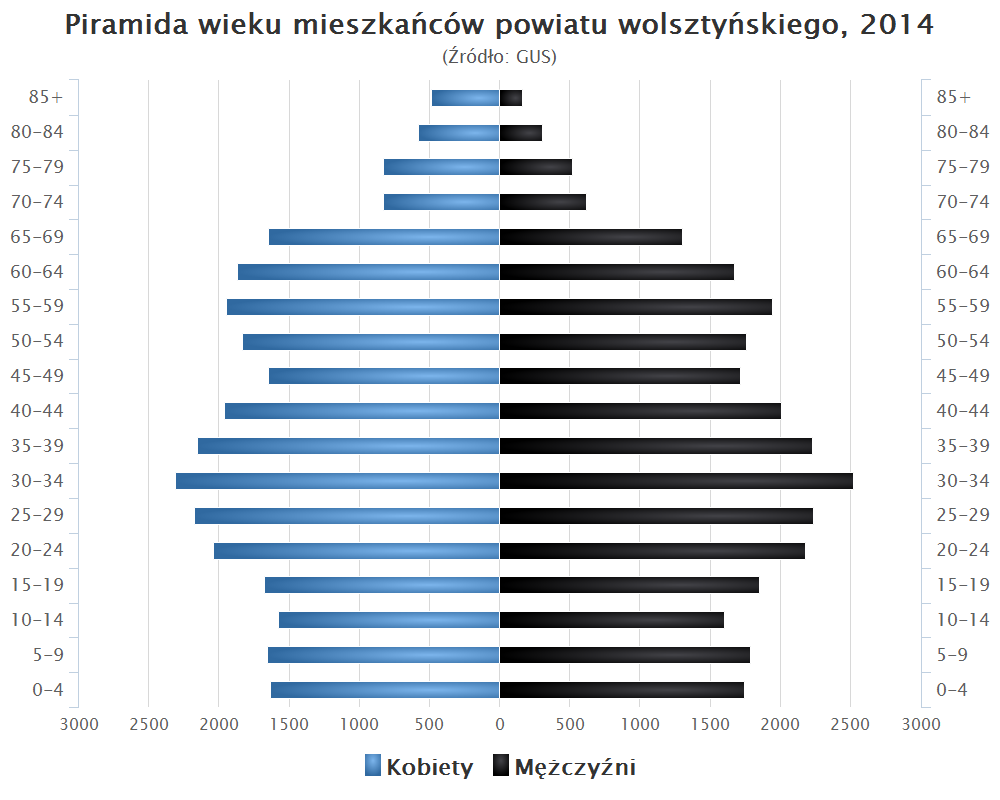
Piramida wieku mieszkańców powiatu wolsztyńskiego w 2014 roku

- Ludność: 55853
- urodzenia: 709 (12,69‰)
- zgony: 485 (8,68‰)
- przyrost naturalny: +224 (+4,01‰)

ludność w wieku:
- przedprodukcyjnym: 12374 - 22,2%
- produkcyjnym: 35794 - 64,1%
- poprodukcyjnym: 7685 - 13,7%

### Ludność w latach
|  |

| Lata | Ludność (stan na 31 XII) |
| ---- | ------------------------ |
| 1999 | 53 959                   |
| 2000 | 53 727                   |
| 2001 | 53 971                   |
| 2002 | 54 097                   |
| 2003 | 54 283                   |
| 2004 | 54 507                   |
| 2005 | 54 688                   |
| 2006 | 54 866                   |
| 2007 | 55 125                   |
| 2008 | 55 426                   |
| 2009 | 55 591                   |
| 2010 | 55 853                   |
| 2011 | 56 587                   |
| 2012 | 56 693                   |
| 2013 | 56 780                   |

## Gospodarka
W końcu września 2019 liczba zarejestrowanych bezrobotnych w powiecie wolsztyńskim obejmowała ok. 0,4 tys. mieszkańców, co stanowi stopę bezrobocia na poziomie 1,5% do aktywnych zawodowo.

## Sąsiednie powiaty
- nowotomyski
- grodziski
- kościański
- leszczyński
- wschowski (lubuskie)
- nowosolski (lubuskie)
- zielonogórski (lubuskie)